# Monopterus indicus
Monopterus indicus är en fiskart som först beskrevs av R.A. Silas och Dawson, 1961.  Monopterus indicus ingår i släktet Monopterus och familjen Synbranchidae. IUCN kategoriserar arten globalt som sårbar. Inga underarter finns listade i Catalogue of Life.